# Rosehearty
Rosehearty är en ort i Storbritannien.   Den ligger i kommunen Aberdeenshire och riksdelen Skottland, i den norra delen av landet, 700 km norr om huvudstaden London. Rosehearty ligger 8 meter över havet och antalet invånare är 1 320.
Terrängen runt Rosehearty är huvudsakligen platt, men västerut är den kuperad. Havet är nära Rosehearty norrut. Runt Rosehearty är det ganska glesbefolkat, med 34 invånare per kvadratkilometer. Närmaste större samhälle är Fraserburgh, 5,7 km öster om Rosehearty. Trakten runt Rosehearty består i huvudsak av gräsmarker.